# Rottauer Bach
Als Rottauer Bach wird der Oberlauf der Bernauer Achen oberhalb von Rottau im Rottauer Tal bezeichnet. Der Bach entsteht zwischen Kampenwand und Hochplatte, fließt im Rottauer Tal nach Norden bis Rottau und wird ab dort Bernauer Ache genannt.